# Molnár István (orvos, 1827–1887)
Agyagosi Molnár István (Losonc, 1827. november 11. – Kiskunhalas, 1887. március 18.) orvosdoktor, városi főorvos.

## Élete
Losoncon született, ahol apja Molnár Sámuel tanár volt. Tanulmányait szülővárosában és a pesti egyetemen végezte. 1848-49-ben honvéd orvos volt főhadnagyi ranggal. A világosi fegyverletétel után folytatta tanulmányait a pesti egyetemen és 1852. július 8-án szerezte meg az orvosi oklevelet; december 15-ig alorvos volt a Rókus-kórházban. 1852 végén Kiskunhalasra ment, ahol előbb a sebészi, majd a főorvosi állásra választották meg; ezen tisztét 38 évig viselte. 1882-ben egyszersmind vasúti orvos is lett és Pest-Pilis-Solt-Kis-Kunmegye tiszteletbeli főorvosa volt. 

## Publikációi
Cikkei a Magyar orvosok és természetvizsgálók Munkálataiban (XII. 1868. Az alföldi sziksótermelésről vegyi és orvosi tekintetben); a Gyógyászatban (1861. Orrcsonkítás kardvágás által, gyógyulás, 1863. A halasi járványokról és váltólázról, mint a népszaporátlanság fő tényezőiről, 1864. Szülési nehézkór bujakórral, 1865. A meteorologiai észlelések kezelési módja, 1866. Vegyi vizsgálat gyanús folyadék fölött, Ellennézetek Doleschall G. tr-nak a «Gy. » f. é. 25. és 26. számaiban közlött: Huszonötévi orvosi gyakorlat eredménye cz. munkája fölött, 1867. A halasi járványok, 1868. Az alföldi sziksótermelésről, 1871. Kis-Kun-halasi levél); a Tokaj-Hegyaljai Albumban (Pest, 1867. Tokaj-Hegyalja talaja); az Államorvosban (1870. Az államorvosok törvényszéki és rendőri eljárásainak hiányai a vidéken); a Vasárnapi Ujságban (1871. A halasi sóstó és gyógyfürdője).

## Munkái
- Az alföldi szíksó-termelésről, vegyi és orvosi tekintetben Pest, 1869
- Kis-Kun-Halas város helyrajza, természetrajzi és orvosi tekintetben, Kecskemét, 1878
- Emlékirat a Kis-Kunmegye ügyében. Bpest, év n.